# Alfa Romeo 158 (motore)
L'Alfa Romeo 158 è un motore endotermico alternativo da competizione, progettato e costruito dalla casa del biscione per poter essere montato sulle proprie monoposto. Nello specifico era il propulsore adoperato dall'Alfa Romeo 158 (da cui prende il nome) e dall'Alfa Romeo 159, che si sono aggiudicate i primi due campionati del mondo di Formula 1, ossia nel 1950 e 1951.

## Contesto
Gli addetti ai lavori considerano il 158 come uno dei migliori motori da corsa mai realizzati, perché si mantenne competitivo anche se con qualche ritocco, fino alla sua ultima gara, corsa tredici anni dopo il suo esordio. Chiaramente lo stesso vale per la vettura che lo equipaggiava, ossia la 158, definita come la macchina da corsa più longeva della storia. La 159 e il suo motore, sostanzialmente sono identici ai modelli dell'anno prima, eccezion fatta per la nuova sospensione posteriore a ponte De Dion per quanto concerne l'autotelaio, e il compressore a doppio stadio per quel che riguarda il motore.
Il motore 158, così come la monoposto 158, vennero ideati per rispettare le nuove norme tecniche che avrebbero dovuto seguire le auto da corsa iscritte alla nuova categoria delle "vetturette", nata poco prima della seconda guerra mondiale che fissava il limite della cilindrata a 1,5 litri per le auto sovralimentate e a 4,5 per quelle aspirate.
Tutto venne formalizzato nel 1938, ed in quell'anno la Scuderia Ferrari che gestiva il Reparto Corse Alfa Romeo decise di puntare su motori sovralimentati. L'Ing.Orazio Satta Puliga venne incaricato di disegnare la nuova auto nonché di supervisionare l'intero progetto. La realizzazione del motore venne invece affidata all'Ing.Gioachino Colombo. Sull'onda delle nuove norme, i due tecnici concepirono un mezzo molto compatto con un motore abbastanza piccolo. Alla luce di questi fatti, la 158 venne soprannominata Alfetta.

## Progetto
All'epoca si era ancora lontani dal concetto di motore posteriore, tant'è che il 99% dei veicoli (anche prototipali) utilizzavano il motore anteriore, eccezion fatta per l'esperimento dell'Auto Union Type C. L'Alfa Romeo decise di continuare a lavorare in questa direzione, per cui anche in questo caso nacque un'auto con motore anteriore. Dato che la trazione era sulle ruote posteriori, il propulsore era sistemato longitudinalmente. Nonostante non fosse di dimensioni particolarmente generose, era molto frazionato, infatti Colombo progettò un 8 cilindri in linea. Questa soluzione venne scelta in modo tale da renderlo molto rapido nelle accelerazioni, ma anche per migliorarne l'affidabilità dato che gli sforzi erano distribuiti in modo più equo su più superfici. Tuttavia come detto, era abbastanza lungo.
Per ovviare ai problemi d'ingombro, Satta Puliga decise di montare il cambio al retrotreno in blocco col differenziale. Questa soluzione, inventata dalla Lancia, è stata uno dei simboli dell'Alfa Romeo per molti anni, poiché venne ripresa anche sulle auto di serie ed ancora oggi è adoperata su vetture supersportive a motore anteriore come Ferrari e Maserati. È uno schema definito transaxle, che consente di avere più spazio nell'abitacolo, dato che il cambio è più arretrato, ma anche e soprattutto di ripartire le masse in modo quasi ottimale. Infatti grava il 51% circa del peso sull'avantreno e il 49% circa sul retrotreno.
Oltre ad avere otto cilindri il linea, il motore disponeva di una cilindrata di 1479 centimetri cubici ed era sovralimentato con un compressore Roots monostadio. Da questi dati vennero nominati sia la vettura che il motore, infatti la sigla 158 indica 1500 cm³ e 8 cilindri.
Nonostante l'epoca, il motore era realizzato con materiali molto futuristici ed impiegati anche nella Formula 1 moderna. Il monoblocco era realizzato in elektron, una speciale lega ultraleggera al magnesio mentre l'albero motore era costruito con acciaio ad alto tenore di nichel e cromo. La distribuzione a due valvole per cilindro, azionato da un bialbero a camme in testa, azionati da una cascata di ingranaggi. Per migliorare il rendimento termodinamico si fece utilizzo di camere di combustione emisferice e, per ovviare alle perdite di carico nei condotti di aspirazione e scarico, le valvole vennero inclinate di 100°. In tutto pesava solo 165 chilogrammi.
La prima versione erogava circa 180 cavalli a 6500 giri al minuto, ma per l'esordio venne perfezionato, così nella prima corsa disputata era capace di 195 cavalli a 7000 giri al minuto.
Negli anni (dal 1938 al 1951), venne evoluto fino all'ultima versione montata sulla 159, dotata di un compressore Roots a doppio stadio. Nella sua versione finale (utilizzata nel Gran Premio di Spagna del 1951) il 158 arrivava a 450 cavalli a 9500 giri al minuto.